# Feuersteinbeile von Kobberup
Die beiden Feuersteinbeile von Kobberup (dänisch Flintøkserne fra Kobberup) wurden von Tage Pinnerup und Henrik Hansen im Jahr 2016 bei Erdarbeiten in der Nähe des Dorfes Kobberup auf der dänischen Halbinsel Jütland gefunden.
Das erste Beil ist ein langes, glattes, fast rechteckiges Stück Feuerstein von 50,5 cm Länge und damit das größte je in Dänemark entdeckte neolithische Feuersteinbeil. Pinnerup hatte bereits ein prähistorisches Beil gefunden und wenige Tage später fanden er und Hansen ein etwa 35 cm langes Beil.
Die Experten entschieden, dass es sich um ein neolithische Feuersteinbeil handelt, das auf 3800–3500 v. Chr., also in die frühe Trichterbecherkultur (TBK), zu datieren sei. Damals war die Fundstelle neben dem Tastum Sø ein Sumpfgebiet, das seit langem entwässert und in Ackerland umgewandelt worden ist. Weil die sorgfältig gearbeiteten Beile als Paar im Moor gefunden wurden, sind sie wahrscheinlich nicht verloren worden. Die Archäologen glauben vielmehr, dass sie als Opfer deponiert wurden, wovon auch bei ähnlichen Funden ausgegangen wird.
Nach Experimenten mit Feuerstein schätzt man, dass die Beile hunderte Stunden bearbeitet und poliert wurden, um solch ein Ergebnis zu erzielen. Die unhandliche Länge und die Politur deuten darauf hin, dass dies keine Werkzeuge waren. Schmale, lange und dünne Beile erfüllen die Anforderungen an ein Werkzeug nicht. Die Verbindung zur Landwirtschaft macht sie aber zu kulturellen Symbolen, weshalb solche Beile auch in den späteren Dolmen und Ganggräbern der TBK gefunden wurden.
In der Nähe liegen das Ganggrab von Gamskær, der Langdysse von Kardyb, die Grabkiste von Kobberup und der Møllehøje von Kobberup.
Seit Ende Januar 2017 sind die beiden Feuersteinbeile im Dänischen Nationalmuseum in der Ausstellung Årets danefæ – Jagten på historien zu sehen.